# Jonathan Bernier
Pour les articles homonymes, voir Bernier.
Jonathan Bernier (né le 7 août 1988 à Laval au Québec) est un joueur professionnel canadien de hockey sur glace. Il évolue au poste de gardien de but. Il est le frère du joueur Marc-André Bernier.

## Biographie

### Carrière en club
Bernier commence sa carrière avec les Maineiacs de Lewiston dans la Ligue de hockey junior majeur du Québec. Le 24 septembre 2004, il joue son premier match dans la LHJMQ et encaisse son premier but par son frère Marc-André des Mooseheads d'Halifax.
Il est choisi à la 11e position lors du premier tour du repêchage d'entrée dans la LNH 2006 par les Kings de Los Angeles. Au cours de la saison 2005-2006, il joue 69 matchs, dont 54 en tant que titulaire, pour 27 victoires et 26 défaites. Il réussit 2 blanchissages, encaisse 146 buts et une moyenne de buts de 2,7 buts par match (5e meilleure moyenne de la ligue). Les MAINEiacs réussissent à se qualifier pour les séries éliminatoires à la 4e de leur division mais sont éliminés au premier tour.
La saison 2006-2007 de l'équipe américaine est bien meilleure : ils gagnent le trophée Jean-Rougeau en finissant en première place de la LHJMQ et le trophée Robert-Lebel pour la plus basse moyenne de buts encaissés. Les MAINEiacs remportent les séries éliminatoires et la Coupe du président. Ils participent alors à la Coupe Memorial 2007 ; quatrièmes et derniers de la phase de poule, ils s'inclinent lors du match de barrage face aux Whalers de Plymouth 5-1. Ils sont donc éliminés de la compétition avec notamment la perte de Jonathan Bernier blessé lors de l'avant dernier match.
Lors de sa participation à la Super Série 2007, il remporte un match en blanchissant l'équipe russe.
Lors de la 2007-2008, il joue sa première partie dans la LNH lors du match inaugural de la saison des Kings contre les Ducks d'Anaheim. Cette partie est exceptionnellement jouée à Londres en Angleterre le 29 septembre 2007 et les Kings l'emportent 4-1. Après trois parties pour autant de défaites, il est renvoyé à son club junior pour y terminer son apprentissage. Une fois la saison terminée avec les MAINEiacs, il est assigné aux Monarchs de Manchester dans la Ligue américaine de hockey. Il dispute trois matchs en fin de saison régulière. Quatrièmes de la Division Atlantique, les Monarchs s'inclinent 4 victoires à une face aux Bruins de Providence en huitième de finale de la Coupe Calder. Bernier joue trois matchs, Jonathan Quick un.
Il passe ses deux premières saisons professionnelles avec les Monarchs. Il fait son retour sous le maillot des Kings en mars 2010. Lors de la saison 2010-2011, il devient la doublure de Jonathan Quick.
Le 11 juin 2012, les Kings remportent la Coupe Stanley 2012 en battant les Devils du New Jersey en six matchs. Bernier ne monte par sur la glace lors des séries éliminatoires. Comme tous les joueurs champions de la Coupe Stanley, Bernier peut emmener la trophée où il veut pour partager son succès avec ses amis et sa famille ; ainsi le 12 juillet 2012, il amène la coupe dans la ville de Laval.
Le 23 juin 2013, il est échangé aux Maple Leafs de Toronto en retour de Ben Scrivens, Matt Frattin et un choix de deuxième tour au repêchage d'entrée dans la LNH.
Après 3 saisons à Toronto, il est échangé aux Ducks d'Anaheim en retour d'un choix conditionnel au repêchage 2017.
Le 1er juillet 2017, il signe un contrat d'un an avec l'Avalanche du Colorado en tant qu'agent libre. L'année suivante, à nouveau agent libre, il signe un contrat de 3 ans pour 9 millions de dollars avec les Red Wings de Détroit.
Le 22 juillet 2021, il est échangé aux Hurricanes de la Caroline en compagnie d'un choix de troisième tour au prochain repêchage en retour d'Alexander Nedeljkovic.
Après avoir raté la totalité de la saison 2022-2023 en raison d'une blessure à une hanche, il annonce sa retraite du hockey le 21 août 2023.

### Carrière internationale
Il représente l'équipe du Canada au niveau international. En 2011, il répond présent pour venir renforcer sa sélection lors du championnat du monde. Il honore sa première sélection senior le 7 mai 2011 face à la Norvège. Lors de son deuxième match, il est nommé meilleur joueur canadien lors de la victoire 3-2 face à la Suède. L'équipe se qualifie pour les quarts de finale durant lequel elle s'incline face à la Russie 2-1. Malgré l'ouverture du score de Jason Spezza, Bernier et ses coéquipiers encaissent les deux buts lors du troisième tiers temps par Alekseï Kaïgorodov et Ilia Kovaltchouk.

## Statistiques

### En club
| Saison     | Équipe                 | Ligue          |     | Saison régulière | Saison régulière | Saison régulière | Saison régulière | Saison régulière | Saison régulière | Saison régulière | Saison régulière | Saison régulière | Saison régulière |    | Séries éliminatoires | Séries éliminatoires | Séries éliminatoires | Séries éliminatoires | Séries éliminatoires | Séries éliminatoires | Séries éliminatoires | Séries éliminatoires | Séries éliminatoires |
| Saison     | Équipe                 | Ligue          | PJ  | V                | D                | Pr/N             | Min              | BC               | Moy              | % Arr            | Bl               | Pun              | PJ               | V  | D                    | Min                  | BC                   | Moy                  | % Arr                | Bl                   | Pun                  |                      |                      |
| 2003-2004  | Regents de Laval       | Midget AAA     | 27  | 16               | 4                | 0                |                  | 62               | 2,8              |                  | 2                |                  | 3                | 1  | 2                    |                      | 5                    | 1,70                 |                      | 0                    |                      |                      |                      |
| 2004-2005  | Maineiacs de Lewiston  | LHJMQ          | 23  | 7                | 12               | 3                | 1 353            | 67               | 2,97             | 90,9             | 0                | 4                | 1                | 0  | 0                    | 20                   | 0                    | 0                    | 100                  | 0                    | 0                    |                      |                      |
| 2005-2006  | Maineiacs de Lewiston  | LHJMQ          | 54  | 27               | 26               | 0                | 3 241            | 146              | 2,70             | 90,8             | 2                | 10               | 6                | 2  | 4                    | 359                  | 17                   | 2,84                 | 91,4                 | 1                    | 8                    |                      |                      |
| 2006-2007  | Maineiacs de Lewiston  | LHJMQ          | 37  | 26               | 10               | 0                | 2 186            | 94               | 2,58             | 90,5             | 2                | 2                | 17               | 16 | 1                    | 1 025                | 40                   | 2,34                 | 91,9                 | 1                    | 0                    |                      |                      |
| 2007       | Maineiacs de Lewiston  | Coupe Memorial | -   | -                | -                | -                | -                | -                | -                | -                | -                | -                | 4                | 1  | 3                    | 203                  | 7                    | 2,07                 | 94                   | 0                    | 0                    |                      |                      |
| 2007-2008  | Kings de Los Angeles   | LNH            | 4   | 1                | 3                | 0                | 238              | 16               | 4,03             | 86,4             | 0                | 0                | -                | -  | -                    | -                    | -                    | -                    | -                    | -                    | -                    |                      |                      |
| 2007-2008  | Maineiacs de Lewiston  | LHJMQ          | 34  | 18               | 12               | 3                | 2024             | 92               | 2,73             | 90,8             | 0                | 8                | 6                | 2  | 4                    | 348                  | 17                   | 2,93                 | 91,8                 | 0                    | 2                    |                      |                      |
| 2007-2008  | Monarchs de Manchester | LAH            | 3   | 1                | 1                | 1                | 184              | 5                | 1,63             | 94,6             | 0                | 0                | 3                | 0  | 3                    | 195                  | 9                    | 2,76                 | 90,8                 | 0                    | 0                    |                      |                      |
| 2008-2009  | Monarchs de Manchester | LAH            | 54  | 23               | 24               | 4                | 3 101            | 124              | 2,4              | 91,4             | 5                | 6                | -                | -  | -                    | -                    | -                    | -                    | -                    | -                    | -                    |                      |                      |
| 2009-2010  | Kings de Los Angeles   | LNH            | 3   | 3                | 0                | 0                | 185              | 4                | 1,30             | 95,7             | 1                | 0                | -                | -  | -                    | -                    | -                    | -                    | -                    | -                    | -                    |                      |                      |
| 2009-2010  | Monarchs de Manchester | LAH            | 58  | 30               | 21               | 6                | 3 424            | 116              | 2,03             | 93,6             | 9                | 4                | 16               | 10 | 6                    | 996                  | 30                   | 1,81                 | 93,9                 | 3                    | 2                    |                      |                      |
| 2010-2011  | Kings de Los Angeles   | LNH            | 25  | 11               | 8                | 3                | 1 378            | 57               | 2,48             | 91,3             | 3                | 0                | -                | -  | -                    | -                    | -                    | -                    | -                    | -                    | -                    |                      |                      |
| 2011-2012  | Kings de Los Angeles   | LNH            | 16  | 5                | 6                | 2                | 890              | 35               | 2,36             | 90,9             | 1                | 0                | -                | -  | -                    | -                    | -                    | -                    | -                    | -                    | -                    |                      |                      |
| 2012-2013  | Heilbronner Falken     | 2.Bundesliga   | 13  | 6                | 7                | 0                | 793              | 34               | 2,57             |                  | 1                | 4                | -                | -  | -                    | -                    | -                    | -                    | -                    | -                    | -                    |                      |                      |
| 2012-2013  | Kings de Los Angeles   | LNH            | 14  | 9                | 3                | 1                | 768              | 24               | 1,88             | 92,2             | 1                | 0                | 1                | 0  | 0                    | 30                   | 0                    | 0                    | 100                  | 0                    | 0                    |                      |                      |
| 2013-2014  | Maple Leafs de Toronto | LNH            | 55  | 26               | 19               | 7                | 84               | 138              | 2,68             | 92,3             | 1                | 4                | -                | -  | -                    | -                    | -                    | -                    | -                    | -                    | -                    |                      |                      |
| 2014-2015  | Maple Leafs de Toronto | LNH            | 58  | 21               | 28               | 7                | 178              | 152              | 2,87             | 91,2             | 2                | 0                | -                | -  | -                    | -                    | -                    | -                    | -                    | -                    | -                    |                      |                      |
| 2015-2016  | Marlies de Toronto     | LAH            | 4   | 3                | 0                | 1                | 240              | 5                | 1,25             | 94,8             | 3                | 0                | -                | -  | -                    | -                    | -                    | -                    | -                    | -                    | -                    |                      |                      |
| 2015-2016  | Maple Leafs de Toronto | LNH            | 38  | 12               | 21               | 3                | 147              | 103              | 2,88             | 90,8             | 3                | 2                | -                | -  | -                    | -                    | -                    | -                    | -                    | -                    | -                    |                      |                      |
| 2016-2017  | Ducks d'Anaheim        | LNH            | 38  | 21               | 7                | 4                | 1 993            | 83               | 2,51             | 91,5             | 2                | 4                | 4                | 1  | 2                    | 183                  | 10                   | 3,28                 | 87,3                 | 0                    | 0                    |                      |                      |
| 2017-2018  | Avalanche du Colorado  | LNH            | 37  | 19               | 13               | 3                | 2 002            | 95               | 2,85             | 91,3             | 2                | 0                | 4                | 1  | 3                    | 218                  | 14                   | 3,87                 | 88,3                 | 0                    | 0                    |                      |                      |
| 2018-2019  | Red Wings de Détroit   | LNH            | 35  | 9                | 18               | 5                | 1 860            | 98               | 3,16             | 90,4             | 1                | 0                | -                | -  | -                    | -                    | -                    | -                    | -                    | -                    | -                    |                      |                      |
| 2019-2020  | Red Wings de Détroit   | LNH            | 46  | 15               | 22               | 3                | 2 566            | 126              | 2,95             | 90,7             | 1                | 4                | -                | -  | -                    | -                    | -                    | -                    | -                    | -                    | -                    |                      |                      |
| 2020-2021  | Red Wings de Détroit   | LNH            | 24  | 9                | 11               | 1                | 1 306            | 65               | 2,99             | 91,4             | 0                | 0                | -                | -  | -                    | -                    | -                    | -                    | -                    | -                    | -                    |                      |                      |
| 2021-2022  | Devils du New Jersey   | LNH            | 10  | 4                | 4                | 1                | 510              | 26               | 3,06             | 90,2             | 0                | 0                | -                | -  | -                    | -                    | -                    | -                    | -                    | -                    | -                    |                      |                      |
| Totaux LNH | Totaux LNH             | Totaux LNH     | 404 | 165              | 163              | 40               | 22 103           | 1 023            | 2,78             | 91,2             | 18               | 14               | 9                | 2  | 5                    | 430                  | 24                   | 3,35                 | 88,5                 | 0                    | 0                    |                      |                      |

### En équipe nationale
| Année | Équipe | Compétition                          |   | PJ | V | D | Pr/N   | Min | BC   | Moy   | % Arr | Bl | Pun             |  | Résultat |
| 2006  | Canada | Championnat du monde moins de 18 ans | 7 | 3  | 3 | 1 | 420:32 | 12  | 1,71 | 94,31 | 1     |    | Quatrième place |  |          |
| 2008  | Canada | Championnat du monde junior          | 2 | 1  | 1 | 0 | 119:53 | 4   | 2,00 | 94,74 | 1     |    | Médaille d'or   |  |          |
| 2011  | Canada | Championnat du monde                 | 4 | 2  | 1 | 0 | 179:00 | 6   | 2,01 | 91,67 | 0     |    | Cinquième place |  |          |

## Récompenses
- Championnat du monde moins de 18 ans
  - 2006 : nommé dans l'équipe d'étoiles.
- Ligue de hockey junior majeur du Québec
  - 2007 : nommé dans la seconde équipe d'étoiles.
  - 2007 : remporte le trophée Guy-Lafleur.
- Ligue canadienne de hockey
  - 2007 : nommé dans la seconde équipe d'étoiles.
- Ligue américaine de hockey
  - 2009-2010 : sélectionné pour le Match des étoiles avec l'équipe Canada (titulaire).
  - 2009-2010 : nommé dans la première équipe d'étoiles.
  - 2009-2010 : remporte le trophée Aldege-« Baz »-Bastien.
- Ligue nationale de hockey
  - 2011-2012 : remporte la coupe Stanley avec les Kings de Los Angeles.